# Dorfkirche Sternhagen

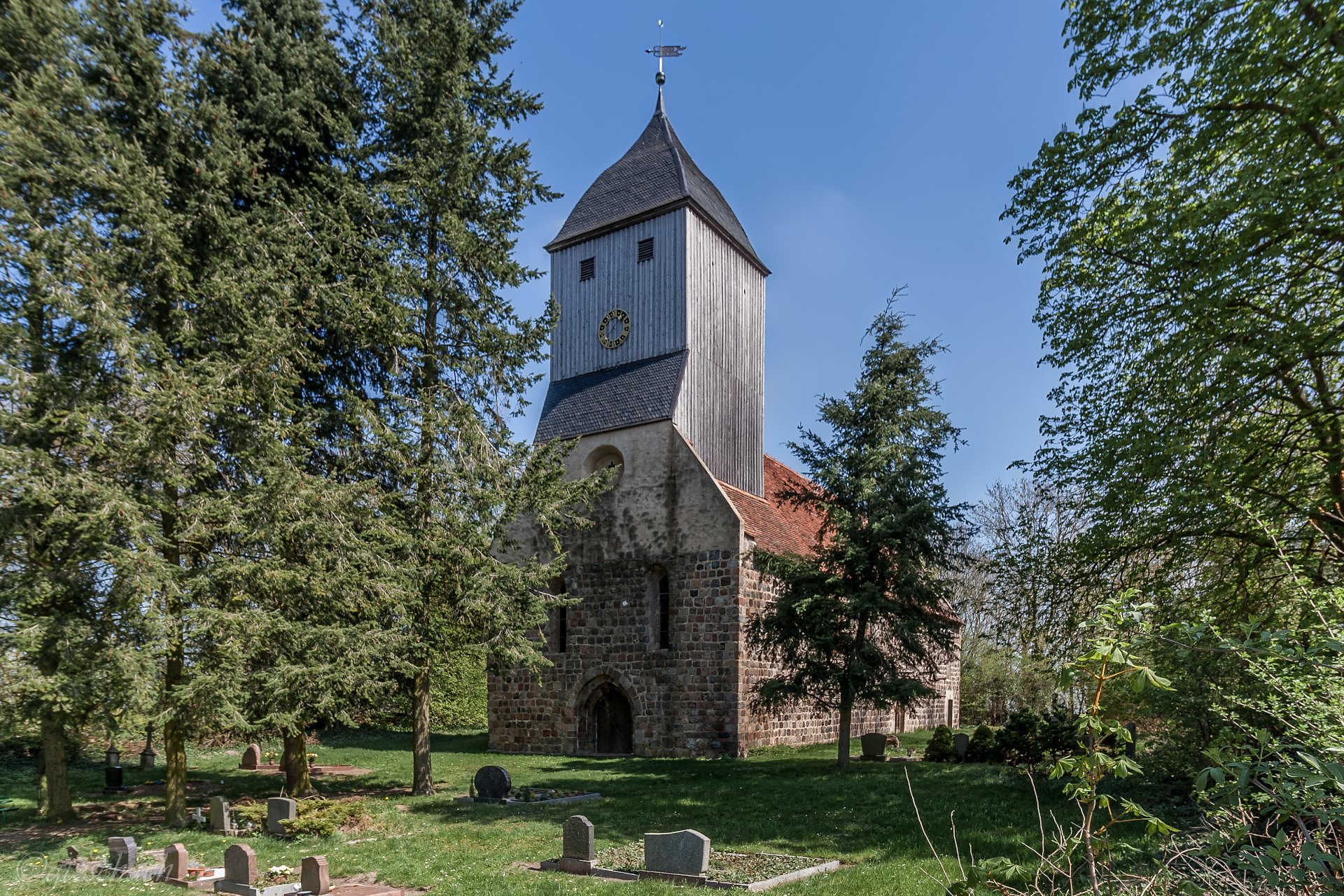
Dorfkirche Sternhagen

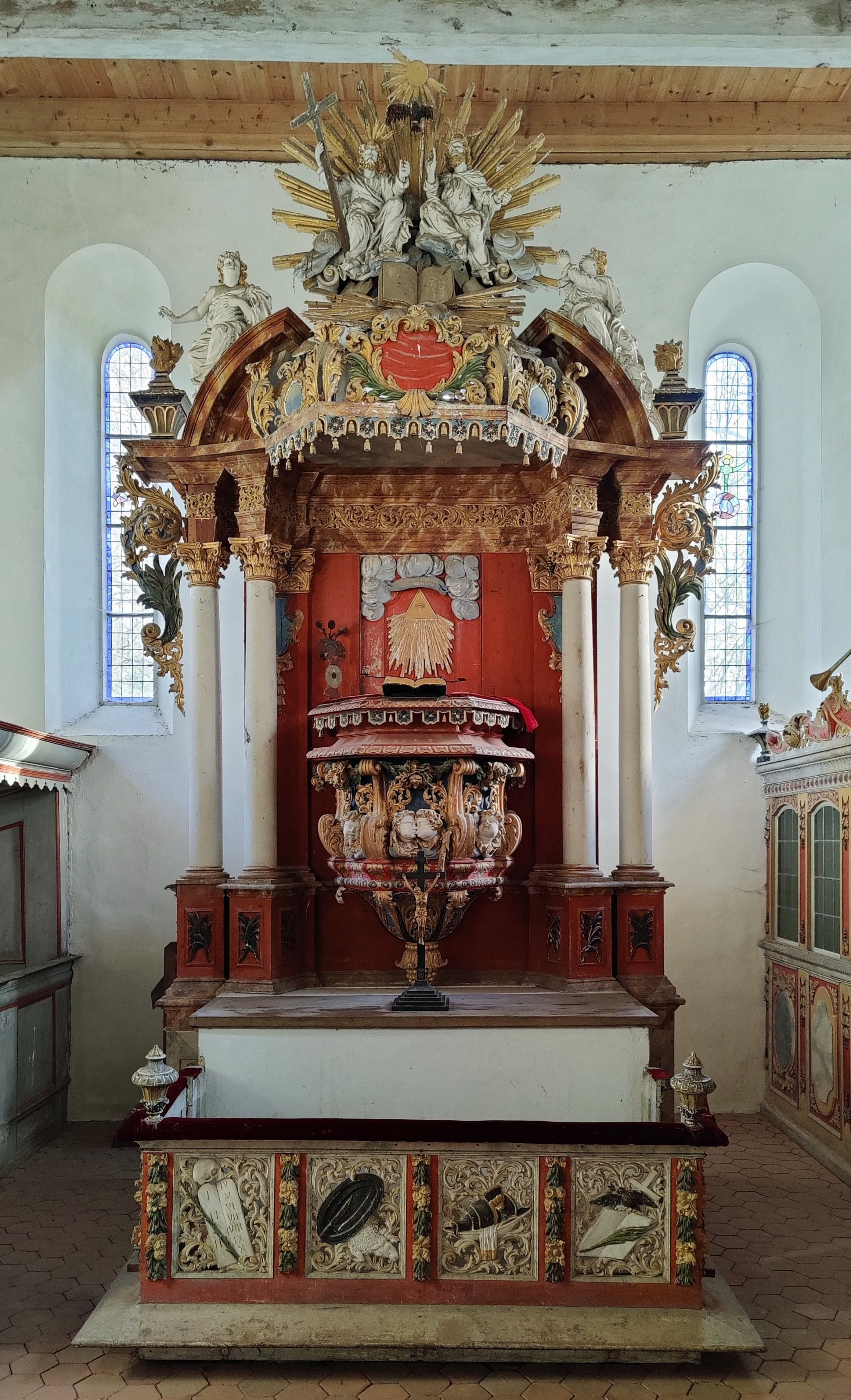
Altar

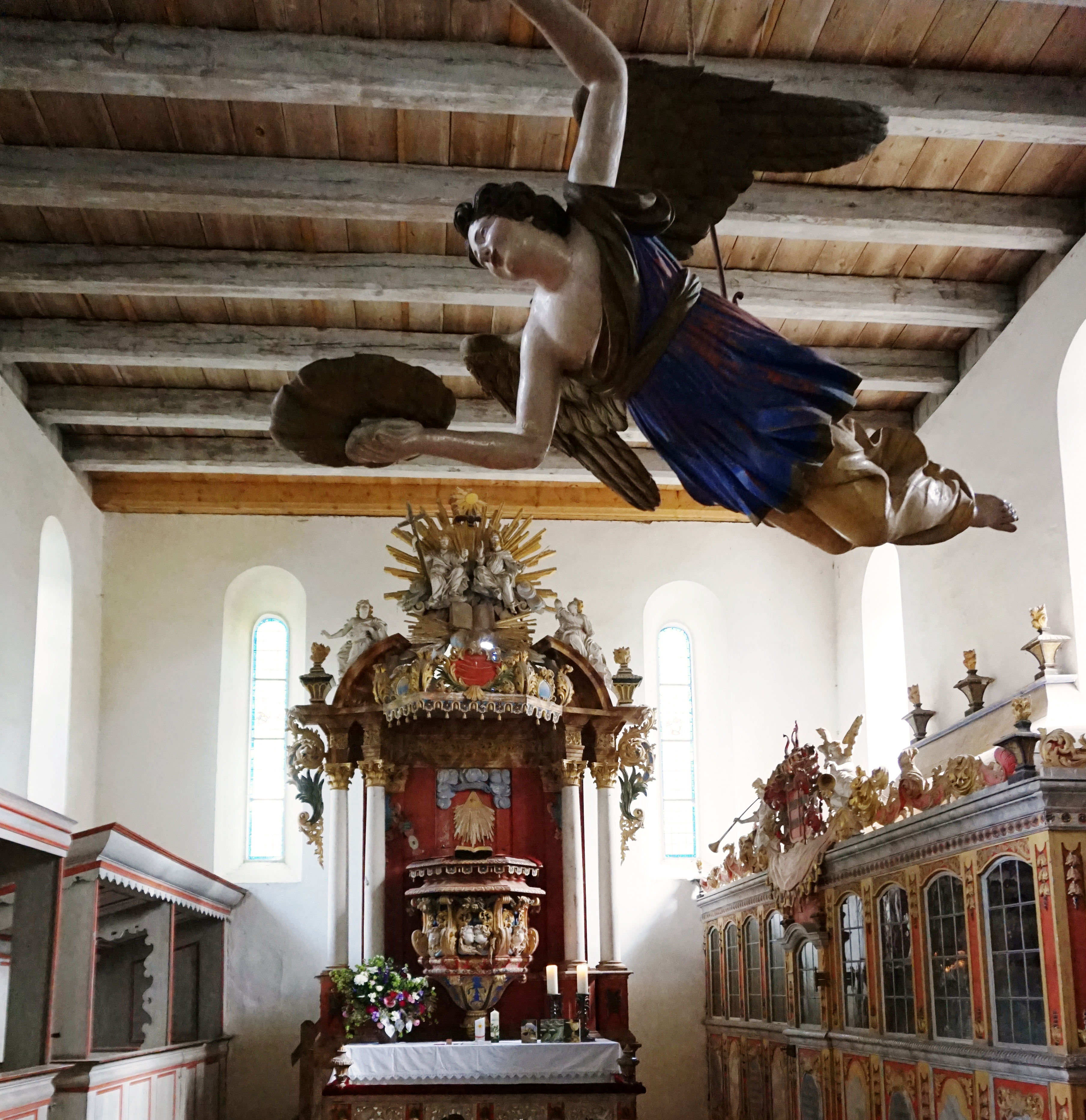
Taufengel

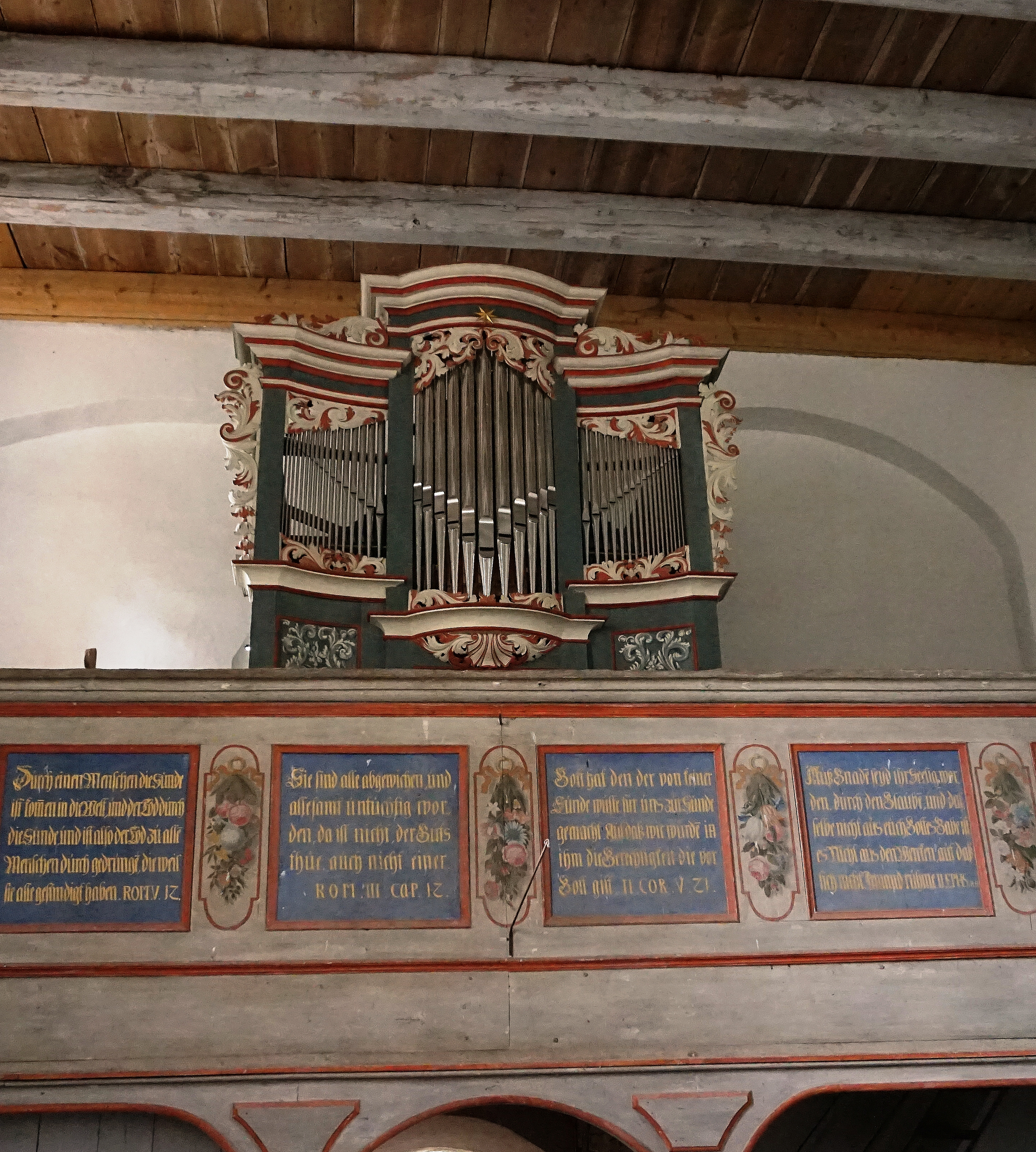
Orgel

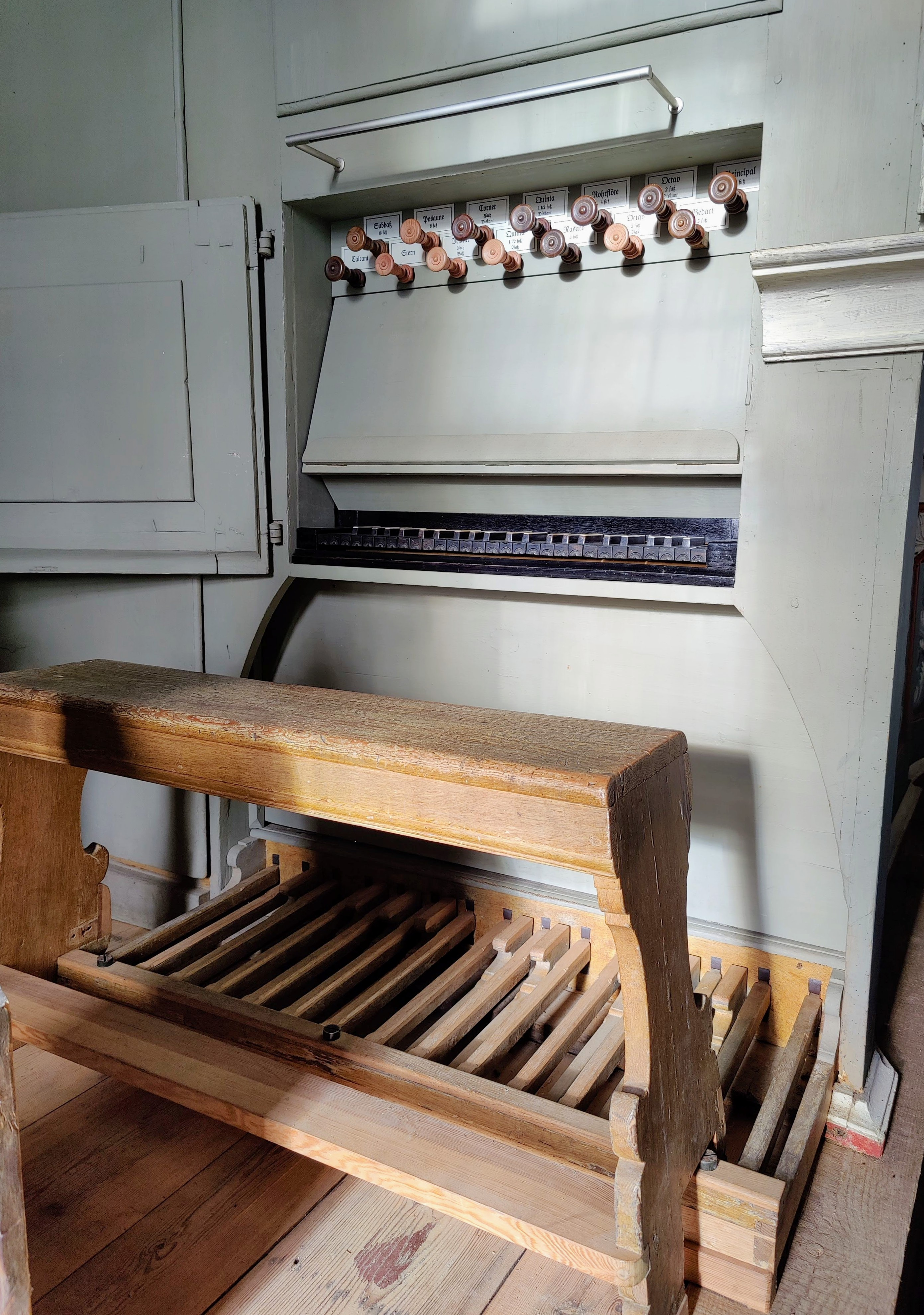
Spieltisch

Die evangelische Dorfkirche Sternhagen ist eine gotische Saalkirche im Ortsteil Sternhagen der Gemeinde Nordwestuckermark im Landkreis Uckermark in Brandenburg. Sie gehört zur Kirchengemeinde Potzlow-Lindenhagen im Kirchenkreis Uckermark der Evangelischen Kirche Berlin-Brandenburg-schlesische Oberlausitz und kann nach Anmeldung besichtigt werden.

## Geschichte und Architektur
Die Kirche ist eine rechteckige Saalkirche aus Feldstein mit Sakristei an der Nordseite aus der zweiten Hälfte des 13. Jahrhunderts. Die Kirche trägt einen verbretterten quadratischen Dachturm mit geschwungener Haube von 1707. Sie wurde in den Jahren 1997–2001 an Dach, Türen und Fassade mit Unterstützung der Deutschen Stiftung Denkmalschutz umfangreich restauriert. In der Westfront ist ein zweifach gestuftes Spitzbogenportal eingebaut, seitlich darüber zwei hohe Fenster und im Giebel eine Kreisblende. Die Schiffsfenster und die gestaffelte Dreifenstergruppe der Ostwand mit darüberliegender Kreisblende sind original erhalten.

## Ausstattung
Das Innere wird durch eine Balkendecke von 1713 geschlossen. Hauptstück der Ausstattung ist ein hölzerner Kanzelaltar mit aufwendigem Akanthusschmuck und geschnitzten Altarschranken von 1729. Seitlich des Kanzelkorbs mit Engelsköpfen und Voluten sind je zwei korinthische Säulen angeordnet, die das reichgeschnitzte Gebälk und den von Strahlenglorie mit Trinitätsdarstellung bekrönten durchbrochenen Segmentbogengiebel tragen.
An der Kanzel ist eine schmiedeeiserne Kanzelsanduhr von 1741 angebracht. Die ehemalige Patronatsloge derer von Arnim mit von Engeln gehaltenem Wappen ist an der Südseite angebracht; die Westempore ist mit Sprüchen auf den Brüstungsfeldern ausgestattet und stammt wie das Pfarr- und Gemeindegestühl aus der ersten Hälfte des.18. Jahrhunderts. Der hölzerne Taufengel aus den Jahren 1714/15 wurde in der Werkstatt des Johann Christian Beuteler geschaffen. Eine Dose und ein Leuchterpaar aus Zinn stammen aus dem 18. Jahrhundert. Eine Glocke wurde vermutlich im 16. Jahrhundert gegossen.

## Orgel
Die Orgel ist ein Werk von Joachim Wagner aus dem Jahr 1736 mit neun Registern auf einem Manual und Pedal. Sie wurde für die Kirche in Gramzow geschaffen, wo 1857 eine größere Orgel erbaut wurde. Die Wagner-Orgel wurde durch Carl Ludwig Gesell nach Sternhagen umgesetzt. Nach längerer Unspielbarkeit und Verwahrlosung der Orgel vor 1990 konnte in den Jahren 2006–2009 eine Restaurierung und teilweise Rekonstruktion durch Alexander Schuke durchgeführt werden, wobei die erhaltenen Pfeifen teilweise aufwändig neu geordnet werden mussten. Die Disposition lautet:
| Manual CD–c3  |       |
| Gedact        | 8′    |
| Principal     | 4′    |
| Rohrflöte     | 4′    |
| Nasard        | 2 ⁄3′ |
| Octave B/D    | 2′    |
| Quinta B/D    | 1 ⁄2′ |
| Cornett D III |       |
| Mixtur B III  |       |

| Pedal CD–c1 |     |
| Subbaß      | 16′ |
| Posaune     | 8′  |

- Stern, Calcant